# Неявна функція
У математиці неявне рівняння — це співвідношення вигляду
{\displaystyle R(x_{1},\dots ,x_{n})=0,}
де {\displaystyle R} — функція кількох змінних (часто многочлен).
Неявна функція — це функція, яка визначається неявним рівнянням, яке пов'язує одну зі змінних, що розглядається як значення функції, з іншими, які розглядаються як аргументи.:204–206
Наприклад, рівняння одиничного кола
{\displaystyle x^{2}+y^{2}-1=0}
визначає змінну {\displaystyle y} як неявну функцію змінної {\displaystyle x}, якщо {\displaystyle -1\leq x\leq 1}, і обмежує {\displaystyle y} невід'ємними значеннями.
Теорема про неявну функцію забезпечує умови, за яких деякі типи співвідношень визначають неявну функцію, а саме, співвідношення визначені як характеристична функція нульової множини деякої неперервно диференційованої функції багатьох змінних.

## Приклади

### Обернені функції
Поширеним типом неявної функції є обернена функція. Не всі функції мають єдину обернену функцію. Якщо {\displaystyle g} є функцією змінної {\displaystyle x}, яка має єдину обернену, тоді функція обернена до функції {\displaystyle g}, яку позначають {\displaystyle g^{-1}}, є єдиною функцією, що є розв'язком рівняння
{\displaystyle y=g(x)}
для змінної {\displaystyle x} у термінах змінної {\displaystyle y}. Цей розв'язок можна записати як
{\displaystyle x=g^{-1}(y).}
Визначення функції {\displaystyle g^{-1}} як оберненої до функції {\displaystyle g} є неявним означенням. Для деяких функцій {\displaystyle g}, функцію {\displaystyle g^{-1}(y)} можна явно записати як співвідношення у замкненій формі.
Наприклад, якщо {\displaystyle g(x)=2x-1}, то {\displaystyle g^{-1}(y)={\dfrac {1}{2}}(y+1)}.
Однак це часто неможливо або можливо лише шляхом введення нового позначення (як для {\displaystyle W}-функції Ламберта нижче).
Інтуїтивно, обернену функцію можна отримати з функції {\displaystyle g}, коли поміняти місцями залежну та незалежну змінні.
Приклад: {\displaystyle W}-функція Ламберта є неявною функцією, що задає розв'язок рівняння {\displaystyle y-x{\rm {e}}^{x}=0}.

### Алгебрична функція
Основна стаття: алгебрична функція
Алгебрична функція — це функція, яка задовольняє поліноміальне рівняння, коефіцієнти якого самі є многочленами. Наприклад, алгебрична функція для одної змінної {\displaystyle x} є розв'язком для {\displaystyle y} рівняння
{\displaystyle a_{n}(x)y^{n}+a_{n-1}(x)y^{n-1}+\cdots +a_{0}(x)=0,}
де коефіцієнти {\displaystyle a_{i}(x)} є поліноміальними функціями змінної {\displaystyle x}. Цю алгебричну функцію можна записати як праву частину для розв'язку рівняння {\displaystyle y=f(x)}.
Якщо функцію записати таким чином, то {\displaystyle f} є багатозначною неявною функцією.
Алгебричні функції відіграють важливу роль у математичному аналізі та алгебричній геометрії.
Простий приклад алгебричної функції можна отримати з лівої частини рівняння одиничного кола:
{\displaystyle x^{2}+y^{2}-1=0.}
Розв'язавши відносно {\displaystyle y}, отримуємо явний розв'язок рівняння
{\displaystyle y=\pm {\sqrt {1-x^{2}}}.}
Але навіть не вказуючи цей явний розв'язок, можна посилатися на неявний розв'язок рівняння одиничного кола як {\displaystyle y=f(x)}, де {\displaystyle f} — багатозначна неявна функція.
Хоча явні розв'язки можна знайти для рівнянь другого, третього та четвертого степенів відносно змінної {\displaystyle y}, але це у загальному випадку не справедливо для рівнянь п'ятого і вище степенів таких як
{\displaystyle y^{5}+2y^{4}-7y^{3}+3y^{2}-6y-x=0.}
Тим не менш, все ще можна посилатися на неявний розв'язок {\displaystyle y=f(x)}, що включає багатозначну неявну функцію {\displaystyle f}.

## Застереження
Не кожне рівняння {\displaystyle R(x,y)=0} визначає графік однозначної функції, одним із яскравих прикладів є рівняння кола. 
Іншим прикладом є неявна функція, що задається рівнянням {\displaystyle x-C(y)=0}, де {\displaystyle C} — кубічний многочлен, і яка на своєму графіку має "горб".
Таким чином, щоб неявна функція була справжньою (однозначною) функцією, може знадобитися використання лише частини графіка.
Неявну функцію іноді можна успішно визначити як справжню функцію лише після "збільшення масштабу" певної частини осі {\displaystyle x} і "відрізання" деяких небажаних гілок функції.
Тоді можна записати рівняння, що виражає {\displaystyle y} як неявну функцію інших змінних.
Визначальне рівняння {\displaystyle R(x,y)=0} також може мати інші патології.
Наприклад, рівняння {\displaystyle x=0} взагалі не визначає функцію {\displaystyle f(x)}, що дає розв'язки для всіх {\displaystyle y}; це вертикальна лінія.
Щоб уникнути подібної проблеми, часто накладаються різні обмеження на допустимі види рівнянь, або на область визначення.
Теорема про неявну функцію забезпечує універсальний спосіб обробки подібних патологій.

## Диференціювання неявної функції
У диференціальному та інтегральному численні метод, який називається неявним диференціюванням, використовують правило ланцюжка для диференціювання неявно заданих функцій.
Щоб продиференціювати неявну функцію {\displaystyle y(x)}, яка задана рівнянням {\displaystyle R(x,y)=0}, у загальному випадку неможливо розв'язати її явно відносно {\displaystyle y}, а потім провести диференціювання.
Замість цього можна знайти повну похідну виразу {\displaystyle R(x,y)=0} відносно змінних {\displaystyle x} та {\displaystyle y}, а потім розв'язати отримане лінійне рівняння відносно {\displaystyle \displaystyle {\frac {{\rm {d}}y}{{\rm {d}}x}}}, щоб отримати похідну у явному вигляді у термінах змінних {\displaystyle x} та {\displaystyle y}.
Навіть, якщо можна явно розв'язати початкове рівняння, то формула, отримана в результаті повного диференціювання, загалом набагато простіша і зручніша у використанні.

### Приклади

#### Приклад 1
Розглянемо
{\displaystyle y+x+5=0.}
Це рівняння легко розв'язати відносно {\displaystyle y}:
{\displaystyle y=-x-5,}
де права частина — явний вигляд функції {\displaystyle y(x)}. Після диференціювання отримаємо
{\displaystyle {\frac {{\rm {d}}y}{{\rm {d}}x}}=-1.}
З іншої сторони можна обчислити повну похідну для початкового рівняння
{\displaystyle {\begin{aligned}&{\frac {{\rm {d}}y}{{\rm {d}}x}}+{\frac {{\rm {d}}x}{{\rm {d}}x}}+{\frac {\rm {d}}{{\rm {d}}x}}(5)=0,\\&{\frac {{\rm {d}}y}{{\rm {d}}x}}+1+0=0.\end{aligned}}}
Розв'язавши відносно {\displaystyle \displaystyle {\frac {{\rm {d}}y}{{\rm {d}}x}}}, отримаємо
{\displaystyle {\frac {{\rm {d}}y}{{\rm {d}}x}}=-1,}
така ж відповідь, що й отримали раніше.

#### Приклад 2
Прикладом неявної функції для якої неявне диференціювання простіше ніж використання явного диференціювання є функція {\displaystyle y(x)}, яка визначена рівнянням
{\displaystyle x^{4}+2y^{2}=8.}
Для того, щоб продиференціювати явно відносно {\displaystyle x}, треба спочатку знайти
{\displaystyle y(x)=\pm {\sqrt {\frac {8-x^{4}}{2}}},}
а потім продиференціювати цю функцію.
Звідси отримаємо дві похідні: одну для {\displaystyle y\geq 0} та іншу для {\displaystyle y\leq 0}.
Суттєво простіше неявне диференціювання початкового рівняння:
{\displaystyle 4x^{3}+4y{\frac {{\rm {d}}y}{{\rm {d}}x}}=0.}
Отже,
{\displaystyle {\frac {{\rm {d}}y}{{\rm {d}}x}}={\frac {-4x^{3}}{4y}}=-{\frac {x^{3}}{y}}.}

#### Приклад 3
Часто важко або неможливо розв'язати початкове рівняння відносно {\displaystyle y}, а неявне диференціювання є єдиним можливим методом диференціювання.
Прикладом є рівняння
{\displaystyle y^{5}-y=x.}
Неможливо явно алгебраїчно виразити {\displaystyle y} як функцію від змінної {\displaystyle x}, а тому неможливо знайти {\displaystyle \displaystyle {\frac {{\rm {d}}y}{{\rm {d}}x}}} шляхом явного диференціювання.
Використовуючи неявний метод,
{\displaystyle \displaystyle {\frac {{\rm {d}}y}{{\rm {d}}x}}} можна отримати шляхом диференціювання початкового рівняння:
{\displaystyle 5y^{4}{\frac {{\rm {d}}y}{{\rm {d}}x}}-{\frac {{\rm {d}}y}{{\rm {d}}x}}={\frac {{\rm {d}}x}{{\rm {d}}x}},}
де {\displaystyle \displaystyle {\frac {{\rm {d}}x}{{\rm {d}}x}}=1}.
Після того як винесемо за дужки {\displaystyle \displaystyle {\frac {{\rm {d}}y}{{\rm {d}}x}}} отримаємо рівняння виду
{\displaystyle \left(5y^{4}-1\right){\frac {{\rm {d}}y}{{\rm {d}}x}}=1,}
яке у результаті дає
{\displaystyle {\frac {{\rm {d}}y}{{\rm {d}}x}}={\frac {1}{5y^{4}-1}}}
і є визначеним для
{\displaystyle y\neq \pm {\frac {1}{\sqrt[{4}]{5}}}\quad {\text{і}}\quad y\neq \pm {\frac {\rm {i}}{\sqrt[{4}]{5}}}.}

### Загальна формула для похідної неявної функції
Якщо {\displaystyle R(x,y)=0}, то похідна неявної функції {\displaystyle y(x)} визначається як:§11.5
{\displaystyle {\frac {{\rm {d}}y}{{\rm {d}}x}}=-{\frac {\dfrac {\partial R}{\partial x}}{\dfrac {\partial R}{\partial y}}}=-{\frac {R_{x}}{R_{y}}},}
де {\displaystyle R_{x}} і {\displaystyle R_{y}} — частинні похідні функції {\displaystyle R} відносно змінних {\displaystyle x} і {\displaystyle y}.
Наведена вище формула отримується після застосування узагальненого ланцюгового правила для знаходження повної похідної відносно змінної {\displaystyle x} до обох частин рівняння {\displaystyle R(x,y)=0}:
{\displaystyle {\frac {\partial R}{\partial x}}{\frac {{\rm {d}}x}{{\rm {d}}x}}+{\frac {\partial R}{\partial y}}{\frac {{\rm {d}}y}{{\rm {d}}x}}=0.}
Отже,
{\displaystyle {\frac {\partial R}{\partial x}}+{\frac {\partial R}{\partial y}}{\frac {{\rm {d}}y}{{\rm {d}}x}}=0,}
і після розв'язування відносно {\displaystyle \displaystyle {\frac {{\rm {d}}y}{{\rm {d}}x}}} отримуємо потрібну формулу.

## Теорема про неявну функцію
Основна стаття: Теорема про неявну функцію
Нехай {\displaystyle R(x,y)} — диференційовна функція двох змінних, {\displaystyle (a,b)} — пара дійсних чисел таких, що  {\displaystyle R(a,b)=0}.
Якщо {\displaystyle \displaystyle {\frac {\partial R}{\partial y}}\neq 0}, то умова {\displaystyle R(x,y)=0} визначає неявну функцію, яка диференційовна в достатньо малому околі точки {\displaystyle (a,b)}.
Іншими словами, існує диференційовна функція {\displaystyle f}, яка визначена і диференційовна в деякому околі точки {\displaystyle a}, така, що  {\displaystyle R(x,f(x))=0} для значень {\displaystyle x} з цього околу.
Умова {\displaystyle \displaystyle {\frac {\partial R}{\partial y}}\neq 0} означає, що {\displaystyle (a,b)} є регулярною точкою неявної кривої, що задається неявним рівнянням {\displaystyle R(x,y)=0}, для якої дотична не є вертикальною.
На менш технічній мові, неявні функції існують і можуть бути диференційовні, якщо крива не має вертикальної дотичної.:§11.5

## В алгебричній геометрії
Розглянемо співвідношення виду {\displaystyle R(x_{1},\dots ,x_{n})=0}, де {\displaystyle R} — многочлен багатьох змінних.
Множина значень змінних, які задовольняють це співвідношення, називається неявною кривою у випадку, коли {\displaystyle n=2} і неявною поверхнею у випадку, коли {\displaystyle n=3}.
Неявні рівняння є основою алгебричної геометрії, основним предметом вивчення якої є сумісні розв'язки кількох неявних рівнянь, ліві частини яких є многочленами.
Такі множини сумісних розв'язків називаються афінними алгебраїчними множинами.

## У диференціальних рівняннях
Розв'язки диференціальних рівнянь зазвичай задаються за допомогою неявних функцій.

## Застосування в економіці

### Гранична норма заміщення
В економіці, коли множина рівня умови {\displaystyle R(x,y)=0} є кривою байдужості для величин {\displaystyle x} і {\displaystyle y} двох товарів, що споживаються, абсолютне значення неявної похідної {\displaystyle \displaystyle {\frac {{\rm {d}}y}{{\rm {d}}x}}}
інтерпретується як гранична норма заміщення двох товарів: скільки більше потрібно отримати товару {\displaystyle y}, щоб бути байдужим до втрати однієї одиниці товару {\displaystyle x}.

### Гранична норма технічного заміщення
Аналогічно, іноді множина рівнів {\displaystyle R(L,K)} є ізоквантою, що показує різні комбінації використаних величин праці {\displaystyle L} і реального капіталу {\displaystyle K}, кожна з яких призведе до виробництва однієї і тієї ж заданої кількості продукції певного товару.
У цьому випадку абсолютне значення неявної похідної {\displaystyle \displaystyle {\frac {{\rm {d}}K}{{\rm {d}}L}}}
трактується як 
гранична норма технічного заміщення між двома факторами виробництва: на скільки більше капіталу фірма повинна використовувати для виробництва, щоб виробити такий самий об'єм продукції з меншими витратами на одну одиницю праці.

### Оптимізація
Основна стаття: Математична економіка § Математична оптимізація
Часто в економічній теорії, деякі функції, такі як функція корисності або функція прибутку, повинні бути максимізовані відносно вектора вибору {\displaystyle x}, навіть, якщо об'єктивна функція не обмежена будь-якою конкретною функціональною формою.
Теорема про неявну функцію гарантує, що умови оптимізації першого порядку визначають неявну функцію для кожного елемента оптимального вектора {\displaystyle x^{\ast }} заданого вектора вибору {\displaystyle x}.
Коли максимізується прибуток, то як правило отримані неявні функції є функцією попиту на працю та функціями пропозиції різних товарів.
Коли максимізується корисність, то зазвичай отримані неявні функції є функцією пропозиції праці та функціями попиту на різні товари.
При цьому вплив параметрів задачі на {\displaystyle x^{\ast }} — частинні похідні від неявної функції — можна виразити через повні похідні системи умов першого порядку, що знаходяться за допомогою повного диференціювання.

## Зовнішні посилання
- Archived at Ghostarchive and the Wayback Machine: Implicit Differentiation, What's Going on Here?. 3Blue1Brown. Essence of Calculus. 3 травня 2017 — через YouTube.